# Хатушили I
Хатушили I је био хетитски краљ, оснивач и први владар Старог хетитског краљевства. Према доњој хронологији, владао је од 1586. до 1556. године п. н. е.

## Владавина
Историја хетитске државе не може се проучавати пре владавине Хатушилија због непостојања поузданих извора. Хатушили је први хетитски владар који је оставио податке о својој владавини. У аналима Хатушилија описани су његови ратни походи којима је значајно проширена хетитска држава. У то време, она је, према аналима Хатушилија, обухватала просторе северне Сирије и Киликије. То, међутим, није потврђено археолошким ископавањима. Први Хатушилијев поход био је усмерен ка северу где је поставио војне гарнизоне. Потом је похарао и уништио градове у Сирији. У походу на државу Арзава, Хатушили је доживео неуспех. Њега су искористили Хурити да нападну хетитску државу. Држава је тешко страдала и сведена је на Хатушу са околином. Хатушили је, међутим, успео да опорави државу од страдања. Хатушили је своје успехе приписивао богињи сунца, Арини, која га је, наводно, лично утешила, повела за руку и пратила га током битака. Под хетитском влашћу нашли су се Ненаса, Улам, Хахума и Хасува. Краљеви Хахума и Хасуве били су упрегнути у јарам кола и присиљени да их вуку до Хатуше. Хатушили је волео да себе упоређује са Саргоном Акадским, великим акадским освајачем. Наследио га је син Муришилиш I.

## Владари Старог хетитског краљевства
| Владар                                  | Владавина           | Догађај                                                      |
| --------------------------------------- | ------------------- | ------------------------------------------------------------ |
| Лабарна I                               | 1600-1586. п. н. е. | оснивач династије према традицији                            |
| Хатушили I такође познат као Лабарна II | 1586–1556. п. н. е. | Вероватно је он поново населио Хатушу                        |
| Муришилиш I                             | 1556–1526. п. н. е. | унук Хатушилиша, опљачкао и уништио Старо вавилонско царство |
| Хантили I                               | 1526–1496. п. н. е. | узурпатор                                                    |
| Зиданта I                               | 1496–1486. п. н. е. | зет Хантилија I                                              |
| Амуна                                   | 1486–1466. п. н. е. | син и убица Зиданте                                          |
| Хизија I                                | 1466–1461. п. н. е. | Амунин син                                                   |
| Телипин                                 | 1460. п. н. е.      | узурпатор                                                    |